# ギャラクシーエクスプレス
株式会社ギャラクシーエクスプレス (GALAXY EXPRESS Co.) は、かつて存在した人工衛星の打上用ロケットおよびシステムの設計・開発、製造を業務とした企業。
二段型の中型ロケットであるGXロケット製造を目的に日米の民間企業の出資により2001年に設立され、宇宙航空研究開発機構（JAXA）及び新エネルギー・産業技術総合開発機構（NEDO）が技術協力を行っていた。
当初、2006年後半に試験機1号機を打ち上げることを目標としていたが、度重なる延期の末に2009年12月に政府はGXロケットの中止を決定した。この結果、翌2010年1月にIHIは113億円の特別損失を計上してギャラクシーエクスプレス社の解散を決定した。最終的に2010年4月1日付けで解散となり、負債総額は229億200万円に及んだ。

## 出資企業
- IHI（旧・石川島播磨重工業）
- アイ・エイチ・アイ・エアロスペース
- 三菱商事
- 川崎重工業
- 日本航空電子工業
- 富士重工業（現・SUBARU）
- コクサイエアロマリン
- NEC東芝スペースシステム（現・NECスペーステクノロジー）
- ロッキードマーチン